# Ворчун
«Ворчун» (итал. Burbero) — итальянский комедийный кинофильм 1986 года с Адриано Челентано в главной роли. Это последняя совместная работа Челентано с режиссёрским дуэтом Кастеллано и Пиполо.
Альтернативное название фильма — «Миллион — победителю».

## Сюжет
Главный герой (Челентано) — итальянский адвокат Тито Торризи, летит из Нью-Йорка (где проиграл важный процесс) домой во Флоренцию, чтобы подготовиться к апелляции. Перед посадкой в самолёт он покупает два билета, чтобы не иметь назойливых соседей, однако обнаруживается, что у одной пассажирки (Фойер) нет билета. Она просит его продать ей свой билет, и тот, подумав, соглашается. Чуть позже обнаруживается, что пассажиры перепутали свои чемоданы. После этого и начинаются их приключения.

## В ролях
- Адриано Челентано — Тито Торризи, адвокат
- Дебра Фойер — Мэри Чимино
- Жан Сорель — Джулио Маккиавели
- Маттиа Сбраджа — главарь банды
- Анджела Финоккьяро — Эмилия
- Пеппе Ланцетта — длинноволосый бандит
- Перси Хоган — бандит

## Съёмочная группа
- Режиссёры — Франко Кастеллано, Джузеппе Мочча
- Оператор — Альфио Контини
- Сценаристы — Франко Кастеллано, Джузеппе Мочча
- Композитор — Детто Мариано
- Продюсеры — Марио Чекки Гори, Витторио Чекки Гори
- Исполнительный продюсер — Даниель Пассани
- Ассоциированный продюсер — Лучано Луна